# Coral Records
La Coral Records è stata una casa discografica statunitense.

## Storia della Coral
La Coral Records venne fondata nel 1949 dalla Decca Records, come sottoetichetta dedicata al jazz e allo swing.
Nel 1954 divenne direttore della Coral Bob Thiele, che cambiò la direzione artistica della casa discografica producendo molti artisti pop e rock'n'roll come Patsy Cline, Buddy Holly, McGuire Sisters e Teresa Brewer
La casa discografica pubblicò anche alcune incisioni di Claudio Villa per gli Stati Uniti.
La Coral smise di produrre nuovo materiale nel 1971
Nel 1973 la MCA Records fece confluire la Decca, la Kapp Records e la Uni Records (case discografiche di cui in vari momenti aveva preso il controllo) sotto l'unica bandiera della MCA Records, e la Coral fino agli anni '80 venne riutilizzata come etichetta per la ristampa di album di fascia media ed economica negli Stati Uniti e a livello internazionale.

## I dischi pubblicati
I 33 giri da 25 cm avevano una catalogazione a cinque cifre, che iniziava con 56xxx, mentre quelli a 30 cm iniziava con 57xxx; in entrambi i casi il prefisso era costituito dalle lettere CRL. I dischi doppi avevano invece un prefisso diverso, CX, e una numerazione a una cifra. Quando nel 1967 la casa discografica cominciò la produzione stereofonica la catalogazione divenne a sei cifre, 757xxx 

### 33 giri da 25 cm
| Numero di catalogo | Anno        | Interprete       | Titoli                        |
| ------------------ | ----------- | ---------------- | ----------------------------- |
| CRL-56000          | Maggio 1950 | Bob Crosby       | Swingin' at the Sugar Bowl    |
| CRL-56001          | 1950        | Jan Garber       | Favorite American Waltzes     |
| CRL-56002          | 1950        | Pinetoppers      | Square Dances (Without Calls) |
| CRL-56003          | 1950        | Bob Crosby       | Dixieland Jazz Volume 1       |
| CRL-56072          | 1952        | Teresa Brewer    | Bouquet of Hits               |
| CRL-56086          | 1952        | Laurindo Almeida | Latin Melodies                |

### 33 giri da 30 cm
| Numero di catalogo | Anno       | Interprete    | Titoli                                            |
| ------------------ | ---------- | ------------- | ------------------------------------------------- |
| CRL-57000          | 1955       | Les Brown     | Les Brown In Concert at London Palladium Volume 1 |
| CRL-57001          | 1955       | Les Brown     | Les Brown In Concert at London Palladium Volume 2 |
| CRL-57210          | Marzo 1958 | Buddy Holly   | Buddy Holly                                       |
| CRL-57279          | Marzo 1959 | Buddy Holly   | The Buddy Holly Story                             |
| CRL-57281          | Marzo 1959 | Claudio Villa | Claudio Villa Sings                               |
| CRL-57326          | Marzo 1960 | Buddy Holly   | The Buddy Holly Story, Vol. 2                     |